# Alvikia
Alvikia, monotipki rod zelenih algi čiji niži poloćaj u razredu Chlorophyceae još nije točno utvrđen. Jedina je vrsta morska alga A. littoralis iz zaljeva Heita,  prefektura Iwate, Japan.

## Sinonimi
- Chlorococcum littorale Chihara, Nakayama & Inouye